# Чанг, Хосе Антонио
Хосе Антонио Чанг Эскобедо (исп. José Antonio Chang Escobedo, род. 19 мая 1958, Лима, Перу) — перуанский политик, премьер-министр с 14 сентября 2010 года по 18 марта 2011 года. Член апристской партии Американский народно-революционный альянс.
Китайкого происхождения. Начинал получение высшего образования в Понтификальном университете Лимы; окончил Национальный университет имени Федерико Вильяреала с дипломом инженера. Позднее получил степень магистра образования в Хартфордском университете. В 1996—2006 Чанг был ректором Университета имени святого Мартина де Порреса. Неоднократно избирался президентом футбольного клуба «Универсидад Сан-Мартин».
С 2006 года Чанг занимал должность министра образования Перу. Своей важнейшей целью на этом посту Чанг назвал борьбу с высоким уровнем неграмотности. 14 сентября 2010 года президент страны Алан Гарсиа назначил Чанга премьер-министром. Чанг является давним сторонником Алана Гарсии.
Покинул правительство 18 марта 2011 года по личным причинам.